# Francis Leon

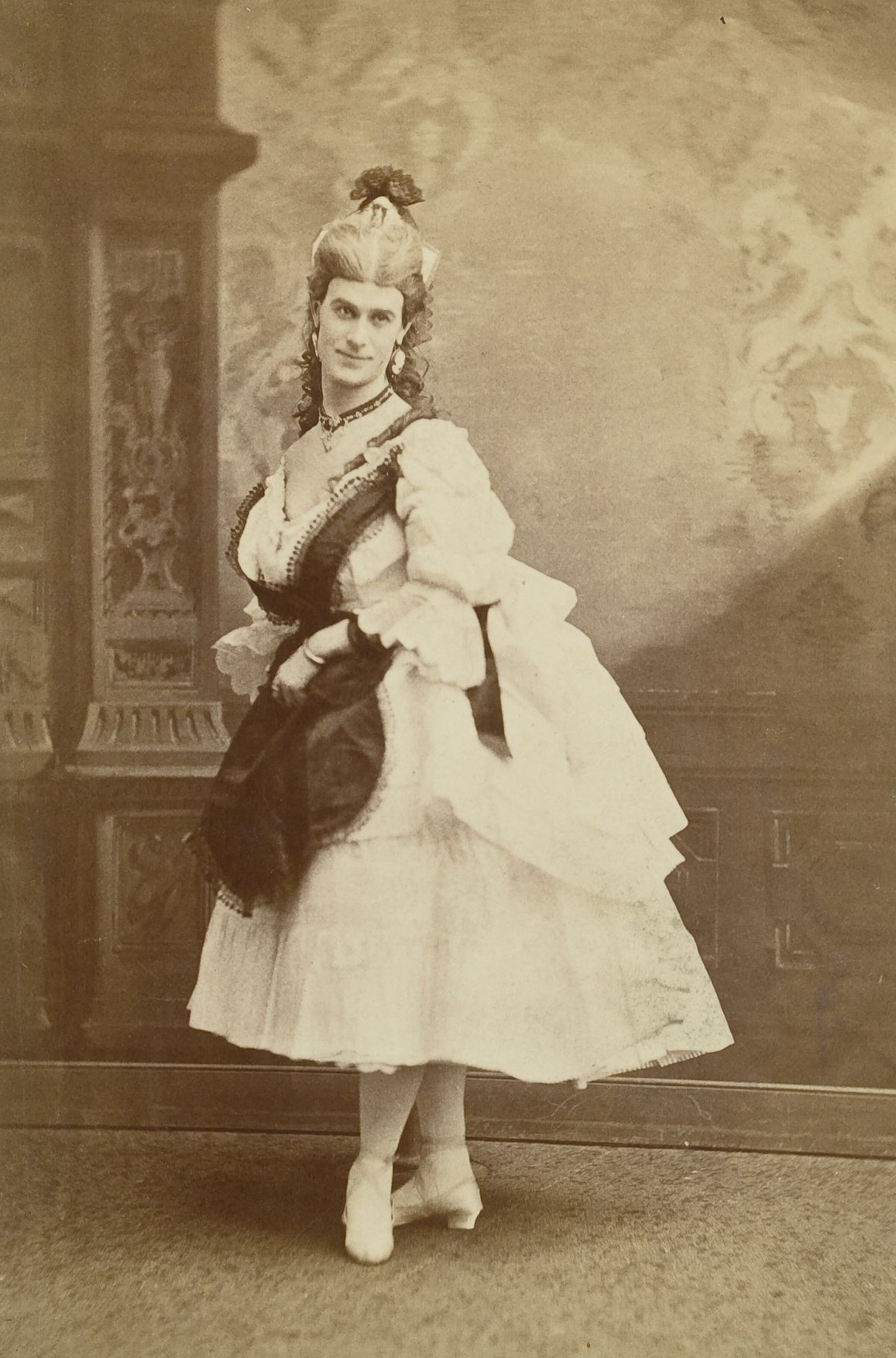
Francis Leon en su personaje femenino.

Francis Leon (nacido Francis Patrick Glassey; 21 de noviembre de 1844-19 de agosto de 1922  ) fue un actor de vodevil estadounidense más conocido como intérprete de minstrel en blackface e imitador femenino.  Fue en gran parte responsable de hacer de la prima donna un elemento fijo del minstrel de cara negra.

## Biografía
Leon nació en California.  Fue formado como niño soprano por el Rev. Dr. Cummings en Fordham, Nueva York. Interpretó la primera parte de soprano en la Duodécima Misa de Mozart en la iglesia de San Esteban en la ciudad de Nueva York a los ocho años. Ingresó al minstrel en 1858. Con sólo catorce años en ese momento, rápidamente saltó a la fama al especializarse en retratar personajes femeninos de prima donna, coquetas mulatas con maquillaje "amarillo" y trajes elaborados. Los 300 vestidos de Leon (que se negó a llamar "disfraces") fueron una pieza clave de su acto, y algunos costaron hasta 400 dólares.  Llegó a referirse a sí mismo simplemente como "Leon" o "El Único Leon", ya que su influencia fue tal que en 1873, cada compañía importante de minstrel tenía su propio imitador del artista. En 1882, ganó más que cualquier otro intérprete de minstrel. 
Leon recibió amplias reseñas. En 1870, The Clipper elogió: "Leon es el mejor actor masculino conocido en el escenario. Lo hace con tal dignidad, modestia y refinamiento que es verdaderamente arte".  De hecho, la personificación de Leon fue tan convincente que un crítico en Rochester, Nueva York, comentó: "Muchos chicos en mi localidad todavía no creen que sea un hombre a pesar de que yo digo que lo es", y que Leon podría "hacer que un hombre hiciera el ridículo si no estuviera seguro".  Otro crítico elogió: "Es más femenino en sus comportamientos y gestos que la mujer más encantadora imaginable".  La idea de que un actor masculino representaba a las mujeres mejor que las mujeres fue compartida por otro crítico que señaló: "Así como un hombre blanco hace el mejor negro sobre el escenario, un hombre da una interpretación más fotográfica de la feminidad de la que la mujer promedio es capaz de dar". 
En 1864, Leon formó una compañía de minstrel con Edwin Kelly. Los Leon and Kelly's Minstrels hablaba de su libertad frente a la vulgaridad y presentaron escenarios elaborados y óperas refinadas con Leon como protagonista femenina. Aunque en el fondo se trataba de burlesques, Leon insistió en que todo era bastante correcto. Afirmó haber estudiado ballet con un bailarín respetado y haber practicado "horas todos los días" durante siete años. Afirmó además que tomó lecciones de canto del famoso profesor de ópera Errani.  Sin embargo, al final las actuaciones de Leon no fueron suficientes para mantener a flote la empresa. En 1883, León se había unido a los San Francisco Minstrels. En enero de 1891 interpretaba el personaje de Carmencita en el teatro Niblo de Nueva York.  Su última aparición conocida fue en Chicago en noviembre de 1900, cuando intentaba un regreso a los escenarios. Un crítico sintió que sus días como imitador femenino definitivamente habían terminado.  Un viejo amigo, Malcolm Douglas, lo recordó en un artículo de noticias de 1942. Dijo que en años posteriores Leon fue dueño de un gran edificio de oficinas en Chicago y que vivió hasta una "avanzada edad".  Leon murió en Chicago el 19 de agosto de 1922 y fue enterrado en el cementerio Mount Carmel. 

## Galería

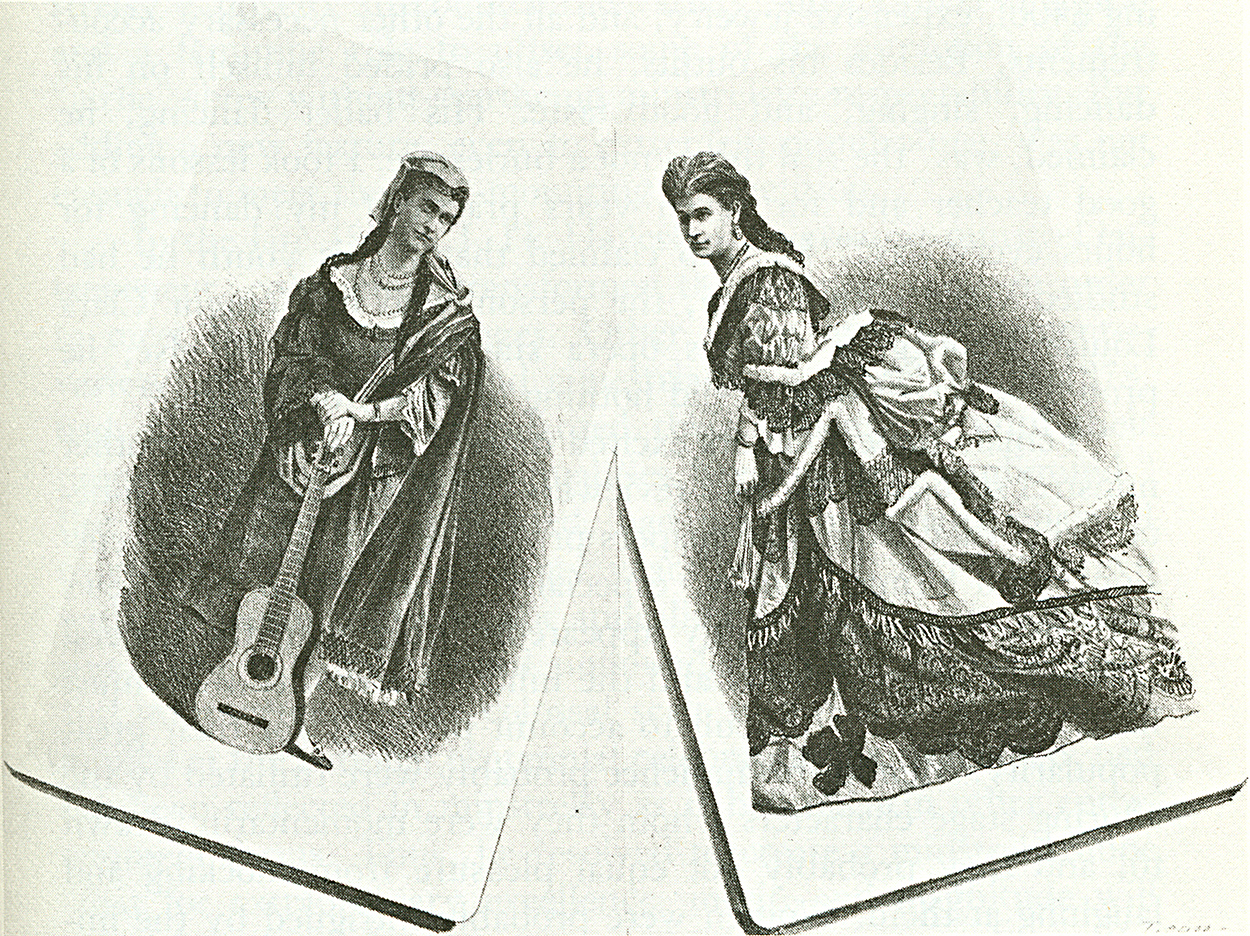
Francis Leon, caracterizado.
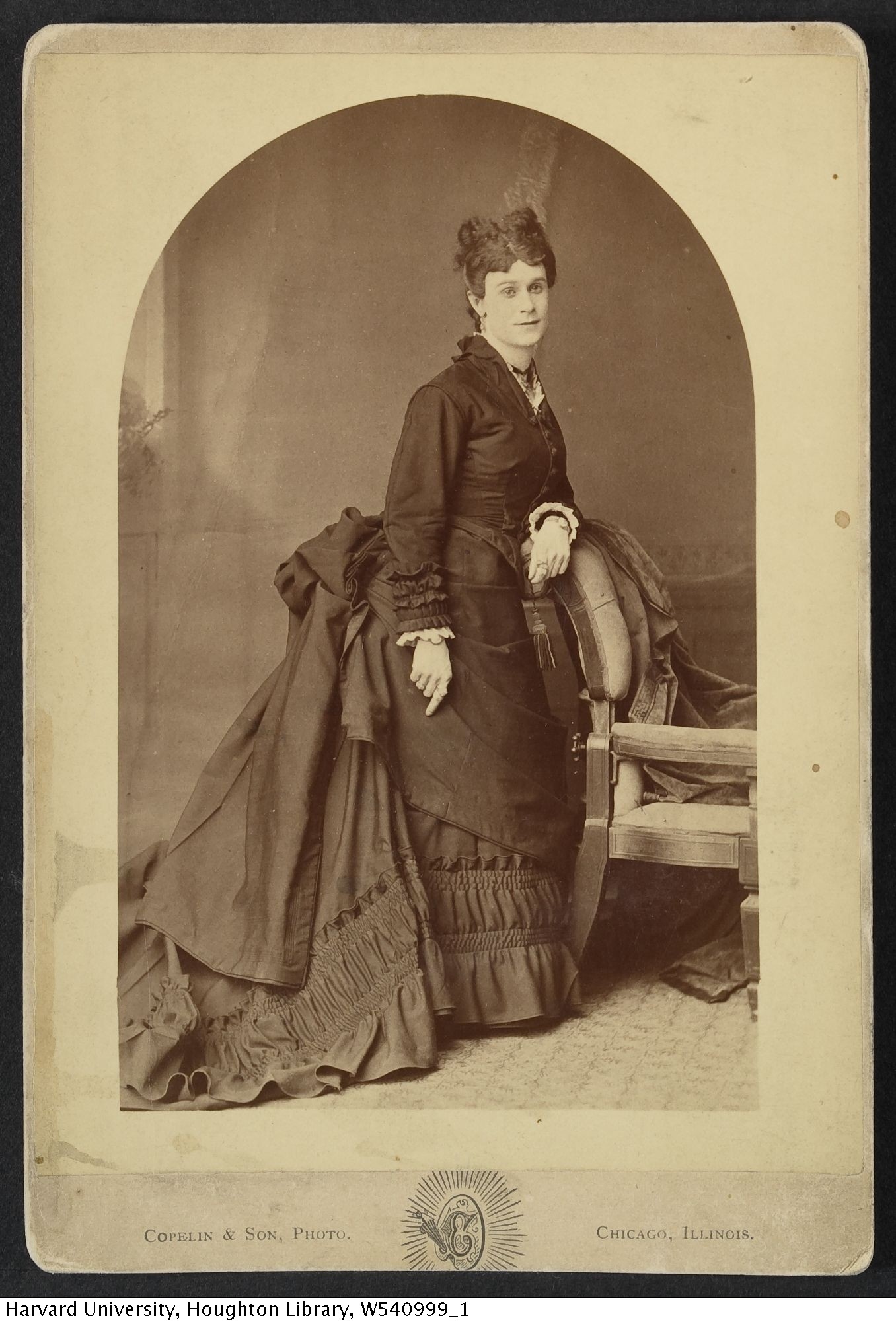
Francis Leon, travestido con atuendo femenino.
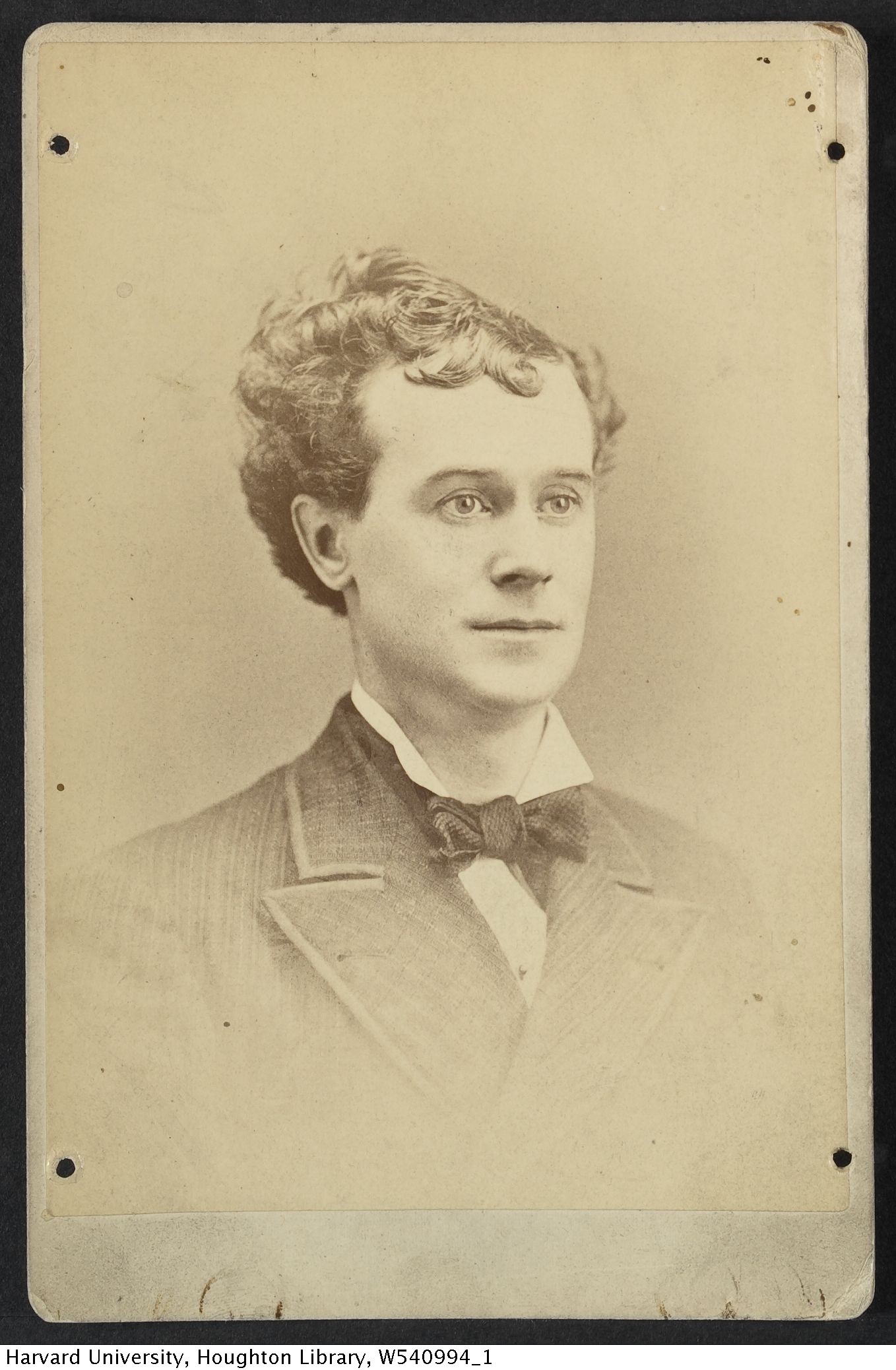
Francis Leon.